# Wapen van Belize
Het wapen van Belize is het centrale element in de vlag van dat land. Belize nam het wapen aan op 21 september 1981, de dag dat Belize onafhankelijk werd. Dezelfde dag werd ook de vlag aangenomen.
Het wapen bestaat uit een rond wit schild met aan de rand 25 bladeren. In het schild staat een mahonieboom afgebeeld, met daarvoor een kleiner schild. Het kleine schild toont het gereedschap van een houthakker (linksboven en rechtsboven) en een schip. Dit symboliseert het gebruik van mahoniehout voor de scheepsbouw; de mahonie-industrie vormde in de 18e en 19e eeuw de basis van de economie van Belize.
Het kleine schild wordt ondersteund door twee houthakkers van een verschillend ras. De linker houdt een bijl vast en de rechter een peddel.
Onder het kleine schild staat het nationale motto: Sub umbra floreo ("In de schaduw floreer ik").
Het wapen van Belize (tot 1973 Brits-Honduras geheten) als kolonie van het Verenigd Koninkrijk leek in grote lijnen op het huidige wapen.
Antigua en Barbuda · Aruba · Bahama's · Barbados · Belize · Canada · Costa Rica · Cuba · Curaçao · Dominica · Dominicaanse Republiek · El Salvador · Grenada · Guatemala · Haïti · Honduras · Jamaica · Mexico · Nicaragua · Panama · Saint Kitts en Nevis · Saint Lucia · Saint Vincent en de Grenadines · Sint Maarten · Trinidad en Tobago · Verenigde Staten
Afhankelijke gebieden

Amerikaanse Maagdeneilanden · Anguilla · Bermuda · Britse Maagdeneilanden · Groenland · Guadeloupe · Kaaimaneilanden · Martinique · Montserrat · Navassa · Puerto Rico · Saint-Pierre en Miquelon · Turks- en Caicoseilanden